# 雲仙岳災害記念館
雲仙岳災害記念館（うんぜんだけさいがいきねんかん、英: Mt. Unzen Disaster Memorial Hall）は、長崎県島原市平成町にある記念館。

## 概要
1990年（平成2年）11月に発生し1996年（平成8年）6月に終息した雲仙岳噴火災害の被害および教訓を後世に伝えるため、災害後の「島原地域再生行動計画」の中で構想が策定された。この構想をもとに施設管理者となる長崎県により建設され、2002年（平成14年）7月1日にオープンした。愛称は「がまだすドーム」。「がまだす」とは島原地方の方言で「がんばる」という意味である。雲仙普賢岳災害の対応にあたった当時の島原市長、鐘ヶ江管一が同館の名誉館長を務めている。
開館当初は年間約38万人の入館者があったが、2014年度（平成26年度）以降は入館者が10万人を下回る状況となった。
そのため、運営する公益財団法人雲仙岳災害記念財団と関係団体との検討でリニューアルに取り組むこととなり、2018年（平成30年）4月1日にリニューアルオープンした。2018年のリニューアルでは平成噴火ジオラママッピングや雲仙岳スカイウォークの展示などが新たに取り入れられた。このリニューアルで入館者数は20万人台に持ち直したが、新型コロナウイルス禍の影響を受けて2022年度は約8万7千人となった。
2024年度（令和6年度）からシダックスの子会社であるシダックス大新東ヒューマンサービスが新たに指定管理者となることが決定した。
シダックス大新東ヒューマンサービスでは大規模リニューアルに着手し、プロジェクションマッピングルーム（PMルーム）などを新設するため、2025年（令和7年）1月6日から2月28日まで休館。
2025年（令和7年）3月1日のリニューアルオープンに合わせてクラフト夫妻の常設展が開設されることになった。

## 施設
建物は2階建てで、無料スペースと有料スペースがある。
- 無料スペース（1階の半分）- メディアライブラリーとして一般に開放されている。
  - 「災害の記憶」、「雲仙岳のいま」、「ビデオライブラリー」、「資料閲覧」、「デジタル雲仙岳災害機縁間、「フィールドミュージアム案内」、「島原半島の観光案内」、「島原半島の歴史」、「読書コーナー」
- 有料スペース（1階の半分と2階）- 8つの展示コーナーに分かれている。
  - 「姿をかえた雲仙岳」、「火山としての雲仙岳」、「世界の中の雲仙岳」、「平成大噴火シアター」、「噴火と予知」、「予知から防災へ」、「雲仙噴火の歴史」、「火山と共生」
- 売店、カフェ・レストランが併設されている。

## 利用情報
- 開館時間 : 9:00～18:00 （最終入館は17:00まで）
- 休館日 : 年中無休　※ただしメンテナンスのために休館することがある。
- 観覧料 : 有料スペースと無料スペースがある。
- 駐車場 : 無料（一般車400台、バス20台）

## 交通アクセス
最寄りのバス停留所
- 島鉄バス 「アリーナ入口」バス停

最寄りの幹線道路
- 国道57号（島原深江道路）
- 国道251号

## 周辺
- 島原復興アリーナ・島原勤労者総合福祉センター
- 島原市営平成町人工芝グラウンド
- 平成町多目的広場
- 島原警察署安徳警察官駐在所

## 関連事項
- 雲仙岳